# Saint-Laurent-d’Arce
Saint-Laurent-d’Arce – miejscowość i gmina we Francji, w regionie Nowa Akwitania, w departamencie Żyronda.
Według danych na rok 1990 gminę zamieszkiwało 1140 osób, a gęstość zaludnienia wynosiła 141 osób/km² (wśród 2290 gmin Akwitanii Saint-Laurent-d’Arce plasuje się na 378. miejscu pod względem liczby ludności, natomiast pod względem powierzchni na miejscu 1197.).